# Équipe cycliste Skol Adrien
L'équipe cycliste SKOL Adrien Cycling Academy est une équipe cycliste rwandaise active en 2020 et 2021 avec le statut d'équipe continentale. Elle est créée à l'initiative de l'ancien coureur rwandais Adrien Niyonshuti.

## SKOL Adrien Cycling Academy en 2021[1]
| Cycliste                | Date de naissance | Nationalité | Équipe 2020                 |  |
| ----------------------- | ----------------- | ----------- | --------------------------- |  |
| Fidel Dukuzumurenyi     | 12 décembre 1996  | Rwanda      | SKOL Adrien Cycling Academy |  |
| Eugene Gashiramanga     | 1er janvier 1996  | Rwanda      | SKOL Adrien Cycling Academy |  |
| Jean Eric Habimana      | 1er janvier 2001  | Rwanda      | SKOL Adrien Cycling Academy |  |
| Seth Hakizimana         | 27 mai 1996       | Rwanda      | SKOL Adrien Cycling Academy |  |
| Swayibu Kagibwami       | 1er janvier 2000  | Rwanda      | SKOL Adrien Cycling Academy |  |
| Moise Mugisha           | 1er janvier 1997  | Rwanda      | SKOL Adrien Cycling Academy |  |
| Ramadhan Niringiyimana  | 1er janvier 2001  | Rwanda      | SKOL Adrien Cycling Academy |  |
| Jean Pierre Niyonshuti  | 25 novembre 2000  | Rwanda      | SKOL Adrien Cycling Academy |  |
| Jean Baptiste Nsabimana | 28 août 2001      | Rwanda      | SKOL Adrien Cycling Academy |  |
| Shemu Nsengiyumva       | 1er janvier 1999  | Rwanda      | SKOL Adrien Cycling Academy |  |
| Janvier Nshimyumuremyi  | 16 février 1999   | Rwanda      | SKOL Adrien Cycling Academy |  |